# Lenauheim
Lenauheim (en hongrois : Csatád ; en allemand : Tschadat jusqu'en 1926) est une commune du județ de Timiș, en Roumanie. L'écrivain Nikolaus Lenau qui y est né en 1802 a donné son nom à cet endroit. 

## Géographie
Cette commune se trouve dans la région historique et culturelle du Banat dans l'ouest du pays. Lenauheim se situe à 11 km au nord-est de Jimbolia et à 45 km au nord-ouest de Timișoara, près de la frontière serbe.

## Histoire

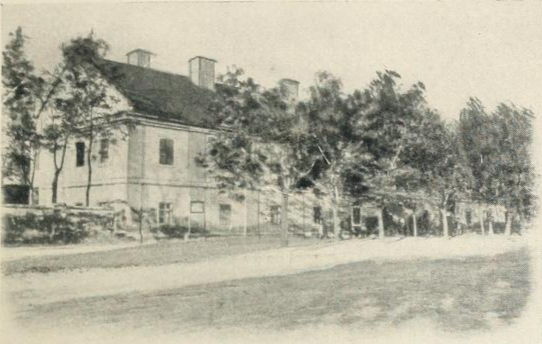
Maison natale de Nikolaus Lenau.

Le domaine de Chatád, situé dans le comitat de Temes au sein du royaume de Hongrie, fut mentionné pour la première fois en 1415. Après la fin des guerres ottomanes et l'arrivée au pouvoir de la monarchie de Habsbourg conformément aux dispositions du traité de Passarowitz conclu en 1718, la région dévastée est colonisée par les Allemands du Banat qui venaient surtout de Trèves, de Luxembourg, de Lorraine et du Palatinat.
En 1920, après la Première Guerre mondiale, le Banat historique fut divisé en trois ; la partie est avec Lenauheim passa au royaume de Roumanie.

## Jumelages
- Mureck (Autriche).